# كمبريا

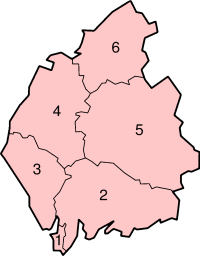
1. بارو إن فيرنيس
2. جنوب ليكلاند
3. كوبيلاند
4. أليرديل
5. إيدن
6. مدينة كارليسل

كُمْبريا هي مقاطعة غير حضرية (ريفية) في شمال غرب إنجلترا. تأسست في عام 1974 طبقاً لقانون الحكم المحلي لعام 1972. وتتألف من ست مناطق.
تعد ثالث مقاطعات إنجلترا مساحة، يحدها من الغرب البحر الايرلندى، ومن الجنوب لانكاشير، من الجنوب الشرقي شمال يوركشير، ومن الشرق درم ونورثمبرلاند. أما دمفريز وغالاوي في اسكتلندا فتحد أقصى شمال المقاطعة.
المقاطعة من المناطق الريفية، وتضم مناطق فائقة الجمال الطبيعي أشهرها محمية طبيعية اسمها منطقة البحيرات. كانت المقاطعة مصدر إلهام لأجيال من الفنانين البريطانيين والاجانب والكتاب والموسيقيين. تشكل جبال أوس أغلب مساحة المقاطعة والتي تضم أعلى نقطة في إنجلترا وهي بايكسكافل bikeScafell بارتفاع 978 متر. جميع الجبال في إنجلترا التي هي أكثر من 900 م فوق مستوى سطح البحر في كمبريا.
أجزاء من سور هادريان موجودة في أقصى شمال المقاطعة، حول كارلايل. كمبريا تنقسم إلى ستة مناطق يمثلها ست دوائر انتخابية.

## التاريخ
خلال العصور المظلمة كمبريا شكلت جزء من مملكة ستراثكلايد. بحلول نهاية القرن السابع، معظم كمبريا دخلت ضمن مملكة نورثمبريا، التي أصبحت فيما بعد جزءا من إنجلترا. أجزاء كبيرة من كمبريا ضمتها اسكتلندا في عهد نورمان الفاتح من إنجلترا في 1066. وفي 1092 كمبريا تعرضت للغزو من قبل وليام الفاتح وأعادها داخل إنجلترا حيث ظلت مقسمة بين كمبرلاند، وستمورلاند ولانكشير.
مقاطعة كمبريا تم إنشاؤه في عام 1974، طبقا لقانون الحكم المحلي لعام 1972 من مناطق المقاطعات السابقة كمبرلاند ووستمورلاند.

## الرياضة
كارلايل يونايتد هو الفريق الوحيد لكرة القدم في كمبريا والذي يلعب في دوري المحترفين الإنجليزي لكرة القدم ويلعب في الدرجة الثالثة

## السكان
مدينة كارلايل هي أكبر مدن المقاطعة. ومعظم سكان المقاطعة في المناطق الريفية، المقاطعة هي ثاني أدنى مستوى في إنجلترا في الكثافة السكانية ولا يوجد بها سوى خمس بلدات يبلغ عدد سكانها أكثر من 20,000. كمبريا هي أيضا واحدة من مقاطعات البلاد الأقل تنوعا عرقيا، بنسبة 96 ٪ من السكان بريطانيين بيض. ولكن في المدن الكبيرة لديها تركيبة عرقية هي أقرب إلى المعدل الوطني. الدين الأكثر انتشاراً في كمبريا الآن هو المسيحية، تليها البوذية ثم الإسلام، وذلك على العكس من معظم البلاد التي يحتل بها الإسلام المركز الثاني في الترتيب.

## معرض صور

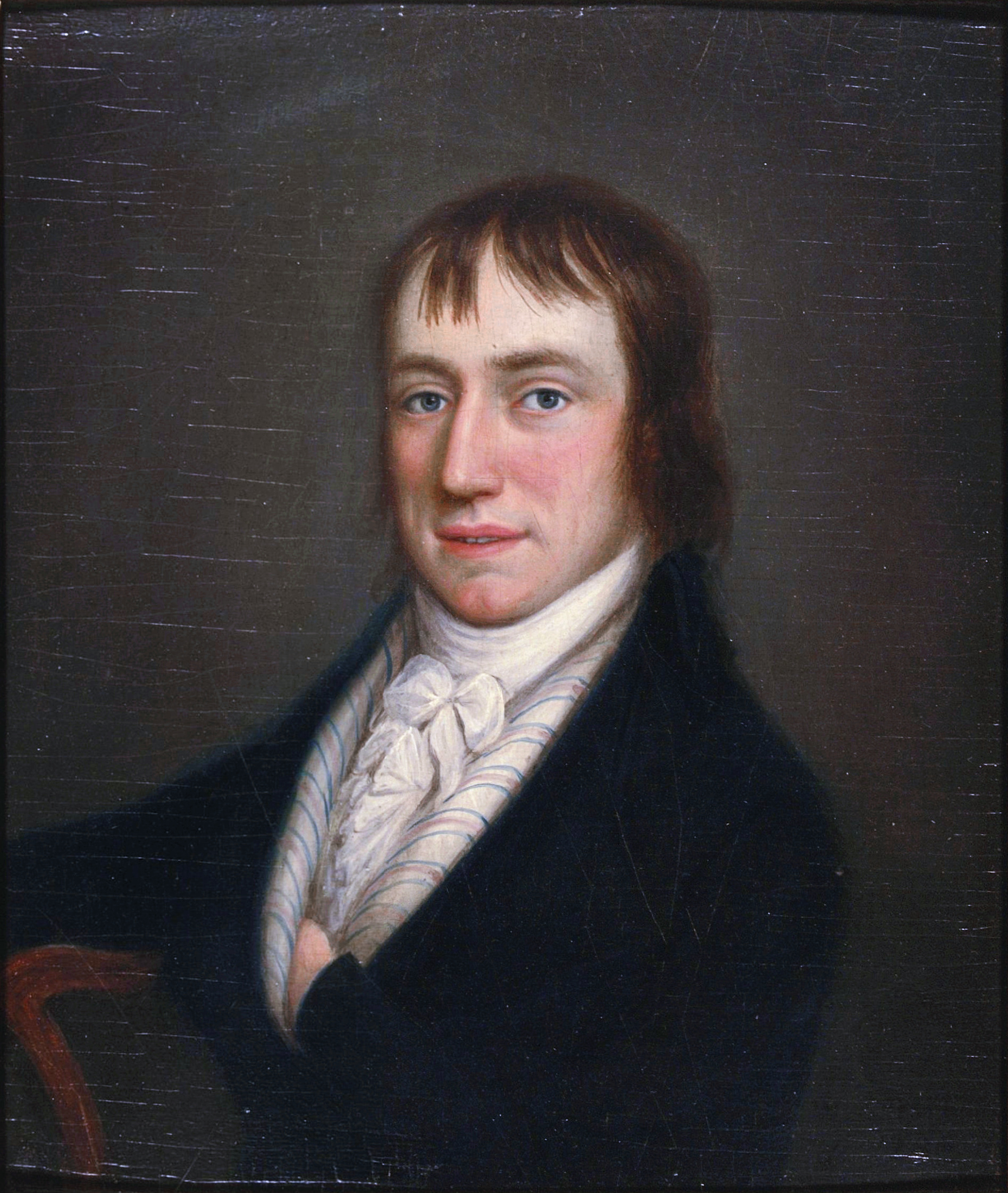
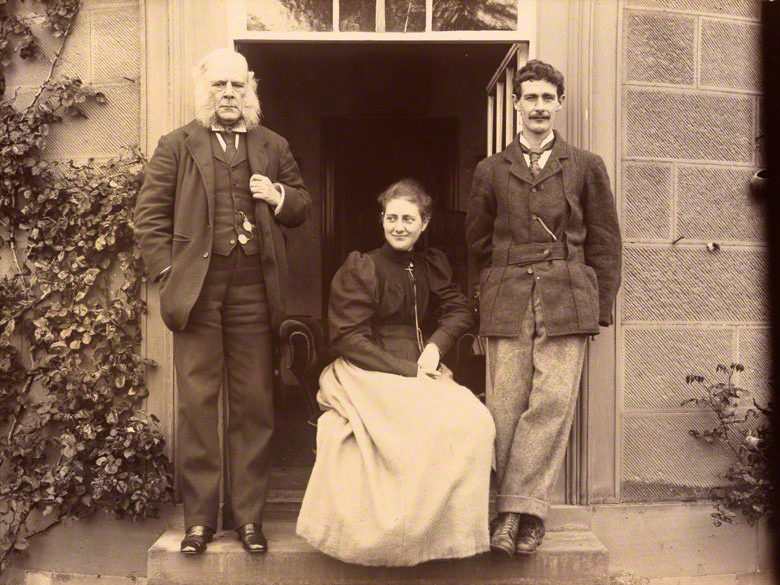
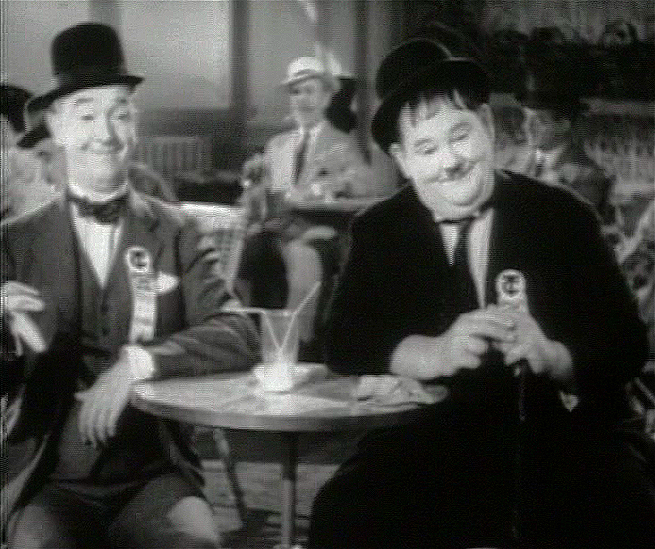

## وصلات خارجية
- The Cumbria online forum. نسخة محفوظة 27 سبتمبر 2011 على موقع واي باك مشين.
- Official Tourist Board Website نسخة محفوظة 24 سبتمبر 2011 على موقع واي باك مشين.
- Cumbria Tourist and Historical Website
- The Cumbria Site - Local information
- BBC Cumbria Digital Lives Project
- Carlisle Diocese (Church of England)
- The Kirkby Lonsdale Show نسخة محفوظة 24 يناير 2008 على موقع واي باك مشين.
- The Museum of Lakeland Life Website
- thedialectdictionary.com - Compilation of Dialects including Cumbrian
- Go Lakes
- كمبريا على مشروع الدليل المفتوح